# Хворостинин, Андрей Иванович

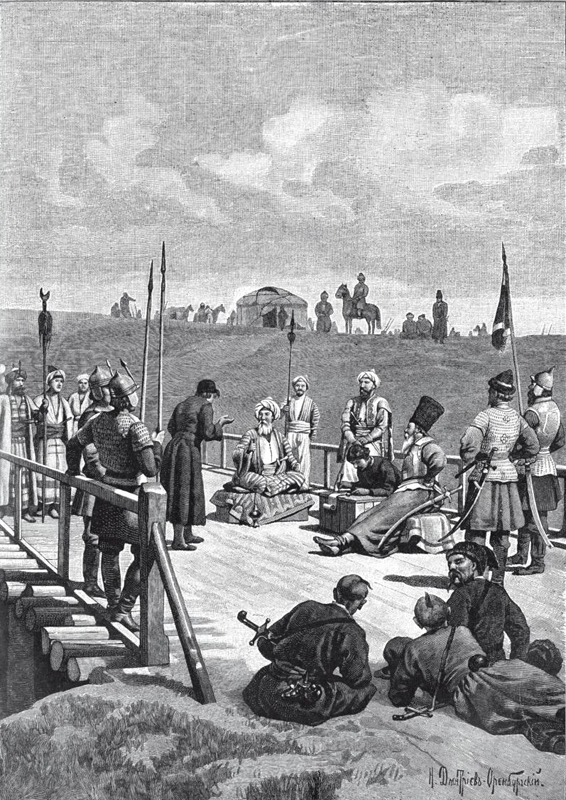
Переговоры о мире ханского посла Казы-Гирея и князя Хворостинина на мосту через реку Сосна в 1593 году. С рисунка Николая Дмитриева-Оренбургского

Князь Андрей Иванович Хворостинин имел два прозвания Старко и Карло (? — 1604, Москва) — русский военный и государственный деятель, дворянин московский, опричник, голова, воевода и окольничий во времена правления Ивана IV Васильевича Грозного, Фёдора Ивановича и Бориса Годунова.
Из княжеского рода Хворостининых. Третий сын окольничего и воеводы князя Ивана Михайловича Хворостинина. Имел братьев, князей: Дмитрия, Фёдора и Петра.

## Биография

### Служба при Иване Грозном
Впервые упоминается в 1544 году, когда, приблизительно 20 лет от роду, состоял в должности рынды с государевым сайдаком в большом полку, участвовал в походе к Полоцку. В 1551 году упомянут в той же должности в походе к Полоцку.
Затем состоял в опричнине и в октябре 1566 году был послан из Москвы «из опришнины» третьим полковым воеводой в Болхов для защиты его от крымцев, за отогнание которых от города пожалован золотым. В сентябре 1568 года рында с большим государевым саадаком в новгородском походе против польского короля, а после второй воевода Сторожевого полка в Калуге. В 1570 году второй воевода, с войском стоял у Антония великого по «крымским вестям». В 1571 году второй воевода войск правой руки в Тарусе. В 1573 году голова в государевом полку в новгородском и лифляндском походах, а с весны 1574 года первый воевода в Новосиле и указано ему быть в сходе в Кашире воеводою Передового полка с бояриным и князем Семёном Даниловичем Пронским. С зимы 1575 года первый воевода в Дедилове. Веской 1576 года указано ему из Дедилова сходиться и быть воеводою Передового полка с бояриным и князем С. Д. Пронским. В 1577 году второй воевода войск левой руки в Кашире. Осенью 1578 года второй воевода Сторожевого полка на берегу Оки. В 1579 году второй воевода Сторожевого полка против татар, потом стрелецкий голова в Государевом полку в походе на Лифляндию, а после воевода во Пскове, где прославился геройской защитой города от польского короля Стефана Батория. В этом же году упомянут шестым воеводою в Новгороде, а с мая третий воевода войск левой руки в Ржеве-Владимире и указано ему по второй росписи, если польский король пойдёт к Смоленску, идти в Вязьму, потом вновь седьмой воевода в Пскове. В июле 1582 года послан из Пскова в Коломну вторым воеводой Сторожевого полка. Осенью 1583 года второй воевода в Нижнем Новгороде, откуда послан в Алатырь первым воеводою Передового полка конной рати.

### Служба при Фёдоре Ивановиче
В ноябре 1585 года отправлен по «ногайским вестям» в Шацк первым воеводою Сторожевого полка. В феврале 1586 году второй воевода войск правой руки на берегу Оки от крымцев. В 1586 году второй воевода Передового полка против татар, а после первый воевода Большого полка в Рязани. В 1587 году воевода в Путивле.
С 1588 по 1590 год в должности первого воеводы в Терках. В апреле 1591 года послан вторым воеводою войск левой руки на берег Оки для охранения от прихода крымцев. В 1592 году воевода в Новосиле и в этом же году пожалован в окольничии. Затем успешно защищал Новосиль от нападений крымских татар и в 1593—1594 годах, состоя воеводою сторожевого полка на Оке, построил на всем протяжении от Курска до Орла засеки, следы которых местами сохранились и до наших дней. В 1594 году отправлен на Северный Кавказ для утверждения власти над черкесскими и кабардинскими князьями и для защиты кахетинского князя Александра II от турок, иранцев и владетеля Тарковской области — Шевкала. Он взял столицу Шевкала — Тарки, самого его заставил бежать в горы и прошёл весь Дагестан. За время службы на Кавказе построил две крепости на Тереке и Койсе.
Дальнейшие его успехи были остановлены изменой кахетинского царя Александра II, заставившей князя Андрея Хворостинина разорить Тарки, отступить от преследовавших его многочисленных кумыков и при отступлении потерять около 3000 человек. В 1598 году был назначен воеводою в большом полку окраинных войск, выставленных против крымцев.

### Служба при Борисе Годунове
В 1599 году встречал вторым на крыльце при представлении Государю шведского королевича Густава, не состоявшегося жениха царевны Ксении Годуновой. В 1600-1602 годах состоял первым воеводою в новопостроенном городе Царёв-Борисове.
Умер 24 апреля 1604 году в Москве, после продолжительной болезни. Погребён в Троице-Сергиевом монастыре, о чём свидетельствовала надгробная надпись: «Князь Андрей Иванович Хворостинин преставился 112 (1604) году апреля в 24 день».

## Семья
Женат на Евгении (в монашестве — Геласии) (ум. 1625).
Дети:
- Князь Хворостинин Иван Андреевич (ум. 1625) — окольничий, умер бездетным.